# NOAAS Albatross IV (R 342)
Le NOAAS Albatross IV (R 342) était un navire océanographique de la flotte de la NOAA (National Oceanic and Atmospheric Administration) en service de 1970 à 2008.
Auparavant il était un navire de surveillance halieutique de l'United States Fish and Wildlife Service (USFWS), sous le nom de BCF Albatross IV, de 1963 à 1970.

## Historique

### Construction et caractéristiques
Albatross IV a été construit à la Southern Shipbuilding Company, à Slidlell, en Louisiane. Il a été lancé en avril 1962. Sa coque du est renforcée pour la navigation dans la glace. Son équipement de pont comprenait quatre treuils, une grue à flèche, un châssis en A, un châssis en J et un portique portable. Cet équipement donnait à l' Albatross IV une capacité de levage pouvant atteindre 4,5 tonnes ainsi que 6.090 mètres de câble pouvant tirer jusqu'à 7,25 tonnes de charge. Chacun des treuils remplit une fonction spécialisée allant du chalutage au dragage en passant par les levés hydrographiques.

### Service gouvernemental américain
Le BCF Albatross IV a été mis en service par le Bureau des pêches commerciales de l'United States Fish and Wildlife Service le 9 mai 1963. Lors de la création de la NOAA le 3 octobre 1970 et de la reprise de ses actifs, le navire a été intégré à sa flotte nouvelle et nommé NOAAS Albatross IV (R 342). Basé à Woods Hole dans le Massachusetts, Albatross IV a mené des recherches sur les ressources halieutiques et marines vivantes au large de la côte nord-est des États-Unis. Il a été mis hors service le 20 novembre 2008.

### Service ultérieur
La NOAAS a vendu l'Albatross IV à Maritech Engineering and Marine Project Services, une entreprise internationale basée à Athènes, en Grèce, pour être transféré à sa filiale américaine, Marpro LLC, en conservant le même nom .
En 2013, l'Albatross IV a été vendu à l'Autonomous University of Tamaulipas (en) (Université autonome de Tamaulipas au Mexique) et renommé UAT-1 CIDIPORT  et basé au port caribéen de Tampico. Il est exploité par le Centre d'investigation et de développement en génie portuaire, maritime et côtier (CIDIPORT). Le navire a été reçu en mai 2014 par Egidio Torre Cantú, gouverneur de l' État de Tamaulipas.

## Galerie

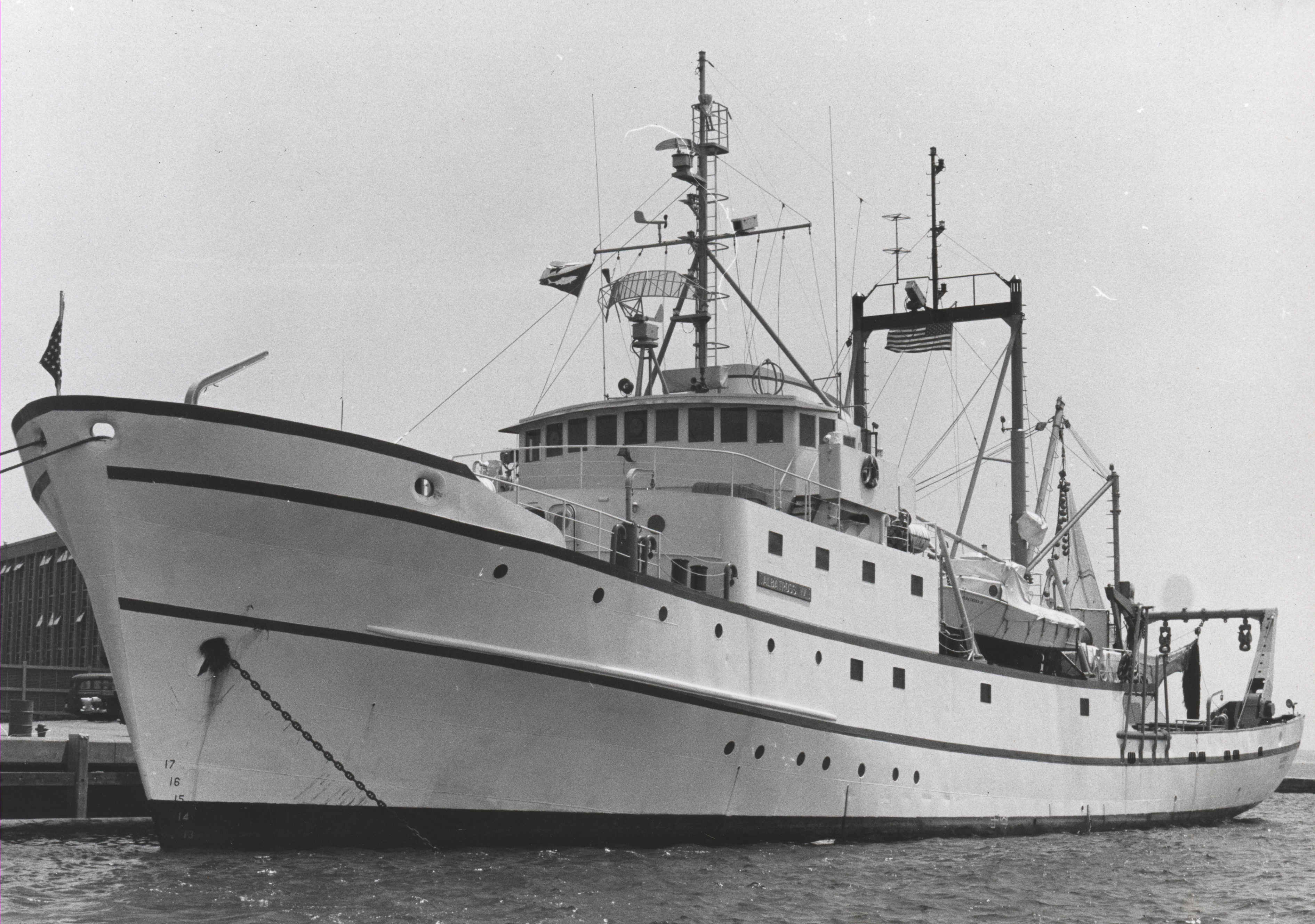
BSF Albatros IV
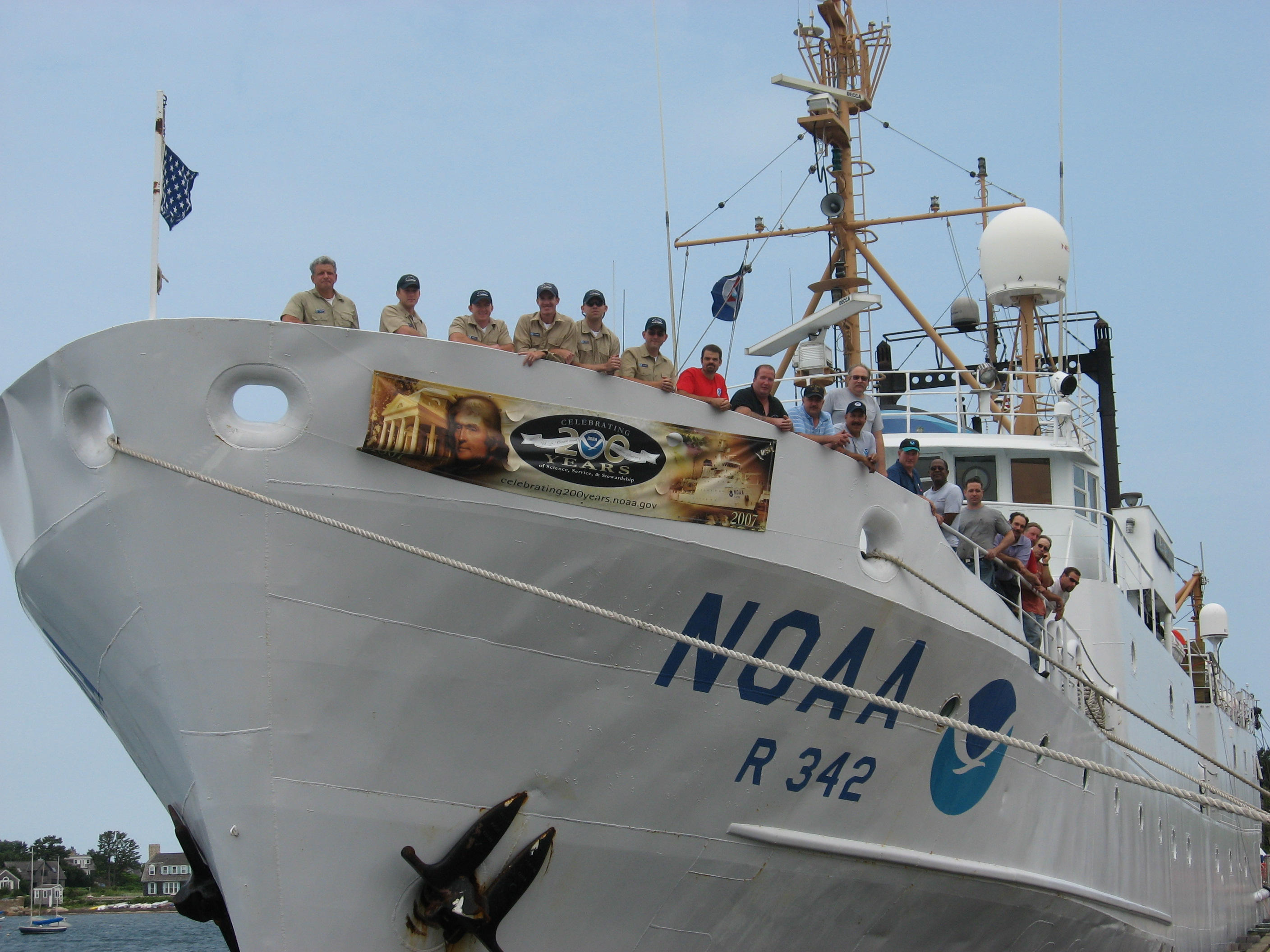
NOAAS Albatros IV

### Note et référence
1. ↑  Vente de l'Albatros IV - Site NOAA Fisheries Service
2. ↑  UAT 1 CIDIPORT - Site MarineTraffic

- (en) Cet article est partiellement ou en totalité issu de l’article de Wikipédia en anglais intitulé « NOAAS Albatross IV (R 342) » (voir la liste des auteurs).